# Mihai Șora
Mihai Șora (n. 7 noiembrie 1916, Ianova, România – d. 25 februarie 2023, București, România) a fost un filosof și eseist român.

## Biografie

### Primii ani de viață, educație
Al doilea fiu al preotului Meletie Șora și al Anei (născută Bogdan), Mihai Șora studiază la Școala primară din comuna Izvin, județul Timiș, apoi la Timișoara (1923–1927), încheind studiile liceale la „Constantin Diaconovici-Loga” din același oraș (1927–1934), unde a studiat filosofia și limbile clasice, latina și elena.
A continuat studiul filosofiei la Universitatea din București (1934–1938). I-a avut ca profesori, printre alții, pe Nae Ionescu și Mircea Vulcănescu, iar la seminar l-a avut ca asistent, timp de trei ani, pe Mircea Eliade. Mihai Șora a obținut o bursă din partea Institutului Francez din București în 1938 (concomitent cu Eugène Ionesco). A părăsit Parisul aflat sub ocupație germană în 1940 și a ajuns în Grenoble, unde, sub îndrumarea lui Jacques Chevalier, a realizat o teză de doctorat despre opera lui Blaise Pascal.

### Franța, Elveția, România
Când intrarea germanilor în Paris a fost iminentă, soții Șora au plecat în sudul Franței și, după lungi peregrinări, s-au stabilit la Grenoble. Aici rămân până după eliberarea Franței, în 1944, fiind martori la ororile dictaturii hitleriste. Mânat de un antifascism militant, Mihai Șora s-a înscris în Partidul Comunist Francez. În cartea-interviu redactată de Leonid Dragomir, Mihai Șora își explică opțiunea politică de atunci:
Discutasem îndelung cu prietenii mei din studenție despre procesele staliniste din anii '30, știam exact care le fuseseră dedesubturile, dar pe vreme de război s-a înfiripat (sau, cel puțin, așa mi se părea) un fel de democratizare reală, s-au deschis bisericile etc. Totul s-a dovedit, în cele din urmă, a nu fi fost decât o manevră prin care Stalin voia să-și câștige o platformă populară; în presa aliată lucrurile erau însă prezentate ca o democratizare reală, ca o îndulcire a regimului. Un proces ireversibil, credeam eu. Nu m-am lămurit decât atunci când am ajuns aici. Și cred că, dacă rămâneam în Franța, s-ar fi putut să încremenesc și eu, ca toată intelectualitatea franceză, în postura unui intelectual de stânga – ba chiar comunizant.
Între anii 1945 și 1948 activează ca cercetător la Centre national de la recherche scientifique din Paris. A debutat la Gallimard cu Du dialogue intérieur. Fragment d'une anthropologie métaphysique în anul 1947. Cartea a avut ecouri printre mari personalități filosofice franceze. A refuzat cetățenia franceză care i-a fost propusă imediat după apariția cărții la Gallimard.
În 1948 a plecat în România pentru a-și vedea părinții, însă autoritățile nu i-au permis să se întoarcă în Franța, acolo unde îl așteptau soția și cei doi copii. Ulterior, aceștia au fost nevoiți să îl urmeze. Forțat să stea în România după 1948, timp de 20 de ani nu a publicat nimic.
A lucrat ca referent de specialitate la Ministerul de Externe în perioada ministeriatului Anei Pauker (1948–1951), apoi ca șef de secție la Editura pentru Limbi Străine (1951–1954) și redactor-șef la Editura de Stat pentru Literatură și Artă (1954–1969), unde are meritul editorial de a fi fost fondatorul noii  serii BPT (acronim pentru „Biblioteca Pentru toți”). În urma publicării Antologiei poeziei interbelice, în care erau prezenți poeți ca Nichifor Crainic și Radu Gyr, foști deținuți politici, iar, din emigrație, Aron Cotruș, Ștefan Baciu și Horia Stamatu, este imediat înlăturat și trimis ca simplu redactor la Editura Enciclopedică.

### După Revoluție
După evenimentele din decembrie 1989, a fost ministru al învățământului în primul guvern Petre Roman (30 decembrie 1989–28 iunie 1990).
Afirmă că și-ar fi dat demisia din guvern în semn de protest față de mineriadele din 13–15 iunie 1990 și că ar fi refuzat să fie reconfirmat pe post în guvernul constituit după alegerile din mai, fapt contestat de Petre Roman. Andrei Pleșu, ministru al culturii la acel moment, a afirmat mai târziu că Roman l-a demis pe Șora, „între altele pentru că luase partea studenților”.
În anul 2000, Mihai Șora și alți intelectuali (Sorin Vieru, Horia Roman Patapievici) s-au alăturat unei manifestații împotriva lui Corneliu Vadim Tudor și a extremismului politic.
Mihai Șora a fost unul dintre oponenții vocali ai modificărilor la legile justiției, care au declanșat protestele din 2017–2018, alăturându-se deseori demonstranților, în ciuda vârstei înaintate.
În timpul manifestațiilor de stradă împotriva OUG 13/2017, Mihai Șora și-a făcut publică poziția: 
Nu în 1990 ne întoarcem, ci în 1947.Ceea ce au făcut guvernanții în această noapte pot face oricând, în orice moment, cu orice lege, nu doar în Justiție. Dacă acum pui lacăt pe independența Justiției, mâine poți interzice circulația persoanelor, poți suprima internetul, presa liberă; poți închide granițele, poți trimite oamenii în lagăre, la munca silnică ori îi poți, pur și simplu, extermina. Iar toate acestea în numele votului democratic care te-a adus la Putere, în numele „democrației”, al poporului... În numele „democrației populare”.Mecanismul de atac la statul de drept este predictibil și își dovedește, iată, ciclicitatea implacabilă. A fost noaptea minții guvernanților. Este prea mult și prea periculos pentru a-i lăsa să-și facă în continuare de cap!

## Viață personală
Prima soție a lui Mihai Șora, scriitoarea Mariana Șora, a părăsit România la sfârșitul anilor '70 și a decedat la München, în Germania, în anul 2011, la vârsta de 94 de ani. Din această primă căsătorie, Mihai Șora are trei copii: Alexandra, Andrei și Tom.
Mihai Șora s-a recăsătorit pe 19 iulie 2014, la vârsta de 98 de ani, cu scriitoarea Luiza Palanciuc-Șora, care avea 42 ani la momentul respectiv.
În data de 25 februarie 2023, Luiza Palanciuc-Șora a anunțat, pe Facebook, decesul lui Mihai Șora. A fost înmormântat pe 28 februarie 2023 la Cimitirul Bellu, cu onoruri militare.

## Afilieri
Mihai Șora este membru fondator al Grupului de Dialog Social, al Alianței Civice și al Societății Române de Fenomenologie.

## Operă
- Du dialogue intérieur: Fragment d'une anthropologie métaphysique, Gallimard, 1947
- Sarea pământului, Editura Cartea Românească, 1978
- A fi, a face, a avea, Editura Cartea Românească, 1985
- Eu&tu&el&ea... sau dialogul generalizat, Editura Cartea Românească, 1990
- Firul ierbii, Editura Scrisul Românesc, 1998
- Câteva crochiuri și evocări, Editura Scrisul Românesc, 2000
- Locuri comune, Editura Universalia, 2004
- Clipa & timpul, Editura Paralela 45, 2005

Varia
- Mai avem un viitor? România la început de mileniu - Mihai Șora în dialog cu Sorin Antohi, Editura Polirom, 2001
- Despre toate și ceva în plus: de vorbă cu Leonid Dragomir, Editura Paralela 45, 2006
- Mihail Șora - o filosofie a bucuriei și a speranței, de Leonid Dragomir, Editura Cartea Românească, 2009

Traduceri
- Visările unui hoinar singuratic - Jean-Jacques Rousseau, Editura pentru Literatură Universală, 1968

## Premii și distincții
- 1978: Premiul Uniunii Scriitorilor pentru Sarea pământului
- 1998: Premiul Uniunii Scriitorilor pentru Firul ierbii
- 2011: Decorația regală „Nihil Sine Deo”[27]
- 2018
  - Cetățean de onoare al municipiului București[28]
  - Premiul Cetățeanului European[29]

### Decorații
- Medalia Muncii (30 decembrie 1957) „cu prilejul împlinirii a 10 ani de la proclamarea Republicii Populare Romîne și pentru merite deosebite în activitatea cultural-artistică”[30]
- Ordinul Muncii clasa a III-a (10 iulie 1965) „pentru merite deosebite în realizarea sarcinilor prevăzute în Directivele celui de al III-lea Congres al Partidului Muncitoresc Român”[31]
- Ordinul național „Pentru Merit” în grad de Mare Cruce (1 decembrie 2000) „pentru realizări artistice remarcabile și pentru promovarea culturii, de Ziua Națională a României”[32]
- Ordinul național „Steaua României” în grad de Cavaler (2016)[33]
- Din 24 octombrie 2012 este membru de onoare al Academiei Române.[34]